# Taiwanische Badmintonmeisterschaft 1996
Die Taiwanische Badmintonmeisterschaft der Saison 1995/1996 war die 41. Auflage der nationalen Titelkämpfe von Taiwan im Badminton. Die Meisterschaft fand Mitte Dezember 1995 statt.

## Titelträger
| Disziplin    | Sieger                       |
| ------------ | ---------------------------- |
| Herreneinzel | Liu En-hung                  |
| Dameneinzel  | Chan Ya-lin                  |
| Herrendoppel | Yang Shih-jeng Lee Sung-yuan |
| Damendoppel  | Jeng Shwu-zen Chan Ya-lin    |
| Mixed        | Juang Jinn-der Ko Hsin-lin   |